# Taco Bell
Taco Bell er en populær amerikansk fastfoodkæde, der er en del af Yum! Brands, inc.
Taco Bell har Mexico som tema og serverer Tacos, Burritos og Nachos. Der findes også Taco Bells i andre lande som Island, Kina, Mexico, Spanien, Storbritannien og Tyskland.